# Dęba (gromada w powiecie opoczyńskim)
Dęba – dawna gromada, czyli najmniejsza jednostka podziału terytorialnego Polskiej Rzeczypospolitej Ludowej w latach 1954–1972.
Gromady, z gromadzkimi radami narodowymi (GRN) jako organami władzy najniższego stopnia na wsi, funkcjonowały od reformy reorganizującej administrację wiejską przeprowadzonej jesienią 1954 do momentu ich zniesienia z dniem 1 stycznia 1973, tym samym wypierając organizację gminną w latach 1954–1972.
Gromadę Dęba z siedzibą GRN w Dębie utworzono – jako jedną z 8759 gromad na obszarze Polski – w powiecie opoczyńskim w woj. kieleckim, na mocy uchwały nr 13g/54 WRN w Kielcach z dnia 29 września 1954. W skład jednostki weszły obszary dotychczasowych gromad Dęba i Dęborzeczka ze zniesionej gminy Studzianna oraz Buczek ze zniesionej gminy Opoczno w tymże powiecie. Dla gromady ustalono 12 członków gromadzkiej rady narodowej.
Gromadę zniesiono 31 grudnia 1959, a jej obszar włączono do gromad Libiszów (wsie Buczek i Podlesie, gajówkę Zapowiedź oraz kolonię Buczek) i Kraśnica (wsie Dęba i Dęborzeczka, stację kolejową Inowłódz oraz gajówki Dęba, Antoniów i Giełzów).